# Choreonema
Choreonema F. Schmitz, 1889  é o nome botânico  de um gênero de algas vermelhas pluricelulares da família Hapalidiaceae, subfamília Choreonematoideae.
- São algas marinhas encontradas na Europa, África, Ásia, América do Norte (Califórnia e México), América do Sul (Chile e Ilhas Galápagos), Austrália e em algumas ilhas do Atlântico e Pacífico.

## Espécies
Atualmente apresenta 1 espécie taxonomicamente aceita:
- Choreonema thuretii (Bornet) F. Schmitz, 1889

= Chaetolithon deformans (Solms-Laubach) Foslie, 1898
= Melobesia thuretii  Bornet, 1878
= Melobesia deformans  Solms-Laubach, 1881
= Endosiphonia thuretii  (Bornet) Ardissone, 1883
= Lithothamnion deformans  (Solms-Laubach) Foslie, 1898